# Ameland-Westgat-1

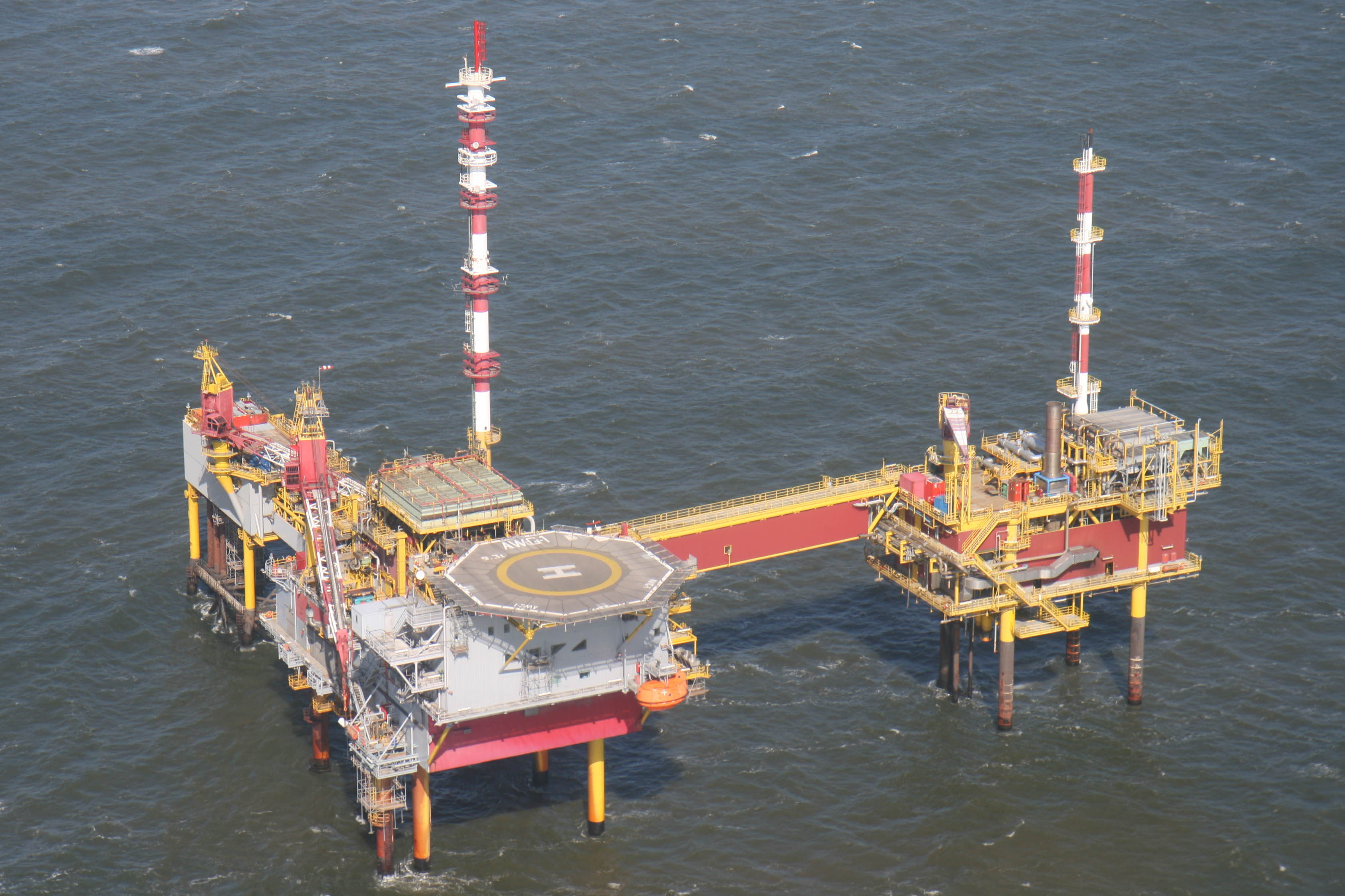
AWG-1, Luftbild (2008)

Die Ameland-Westgat-1 (AWG-1) ist eine Gas-Förderplattform der Nederlandse Aardolie Maatschappij B.V. (NAM). Sie befindet sich in der Nordsee, etwa drei Kilometer nördlich der Ostküste Amelands und ist von der Insel aus gut sichtbar.
Bei der vom niederländischen Unternehmen HSM Offshore BV im Jahr 1985 fertiggestellten Anlage handelt es sich um eine Hubinsel, die aus einer 4100 Tonnen schweren Förderplattform und dem damit verbundenen 500 Tonnen schweren Bohrlochkopfdeck mit zwölf Plätzen besteht. Die Förderplattform misst 45 × 25 × 22 Meter, das Bohrkopfdeck 22 × 9 × 10 Meter. Es gibt ein Unterkunftsmodul für 24 Personen, ein Lande- und Startdeck für Hubschrauber, einen 64 Meter hohen Entlüftungs-/Funkturm und eine Brücke. Bei einer Wassertiefe von sechs Metern am Einsatzort wurde die Förderplattform als Hubschiff mit einem „De Long“-Hebesystem konzipiert.

## Funktion
Die Anlage ist direkt mit sieben aktiven Gasförderbohrungen verbunden. Sie verfügt auch über Aufbereitungsanlagen zur Vorbehandlung des Erdgases, bei der eine erste Trennung von Gas, Wasser und Erdgaskondensat stattfindet, wobei die AWG-1 als „Mutterplattform“ fungiert. Dazu wird auch Erdgas von der Gasgewinnungsanlage Ameland-Ost-1 (AME-1) auf der Insel Ameland und von einer kleineren, westlich gelegenen Offshore-Plattform Ameland-Ost 2 (AME-2) über Pipelines zur AWG-1 geführt.
Das dort aufbereitete Erdgas wird in das Netz Noordgastransport eingespeist, über das es mit Nordseegas aus anderen niederländischen und britischen Förderplattformen über Uithuizermeeden bei Groningen zur Weiterverarbeitung ans Festland transportiert wird.

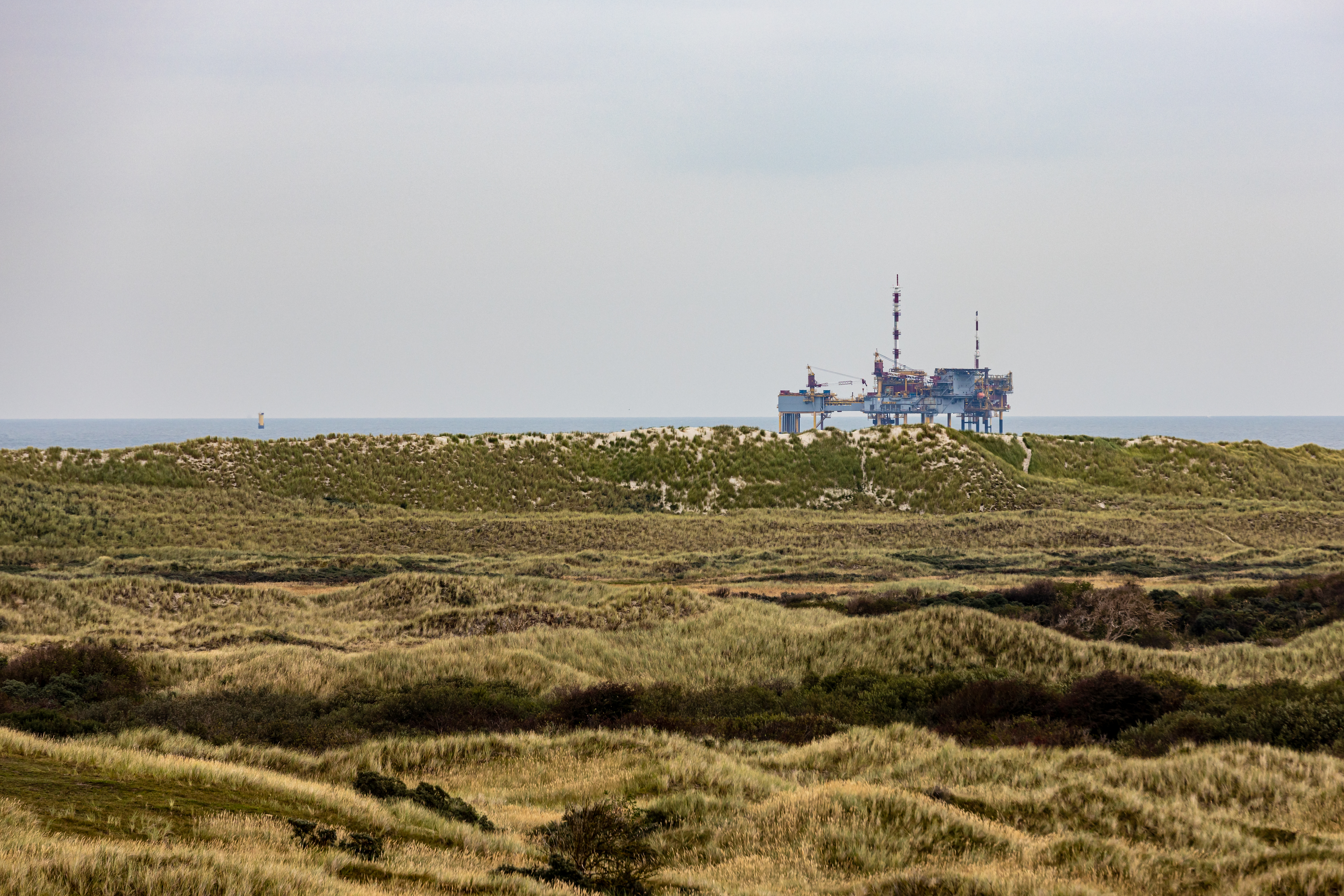
Plattform AWG-1, von Ameland aus gesehen
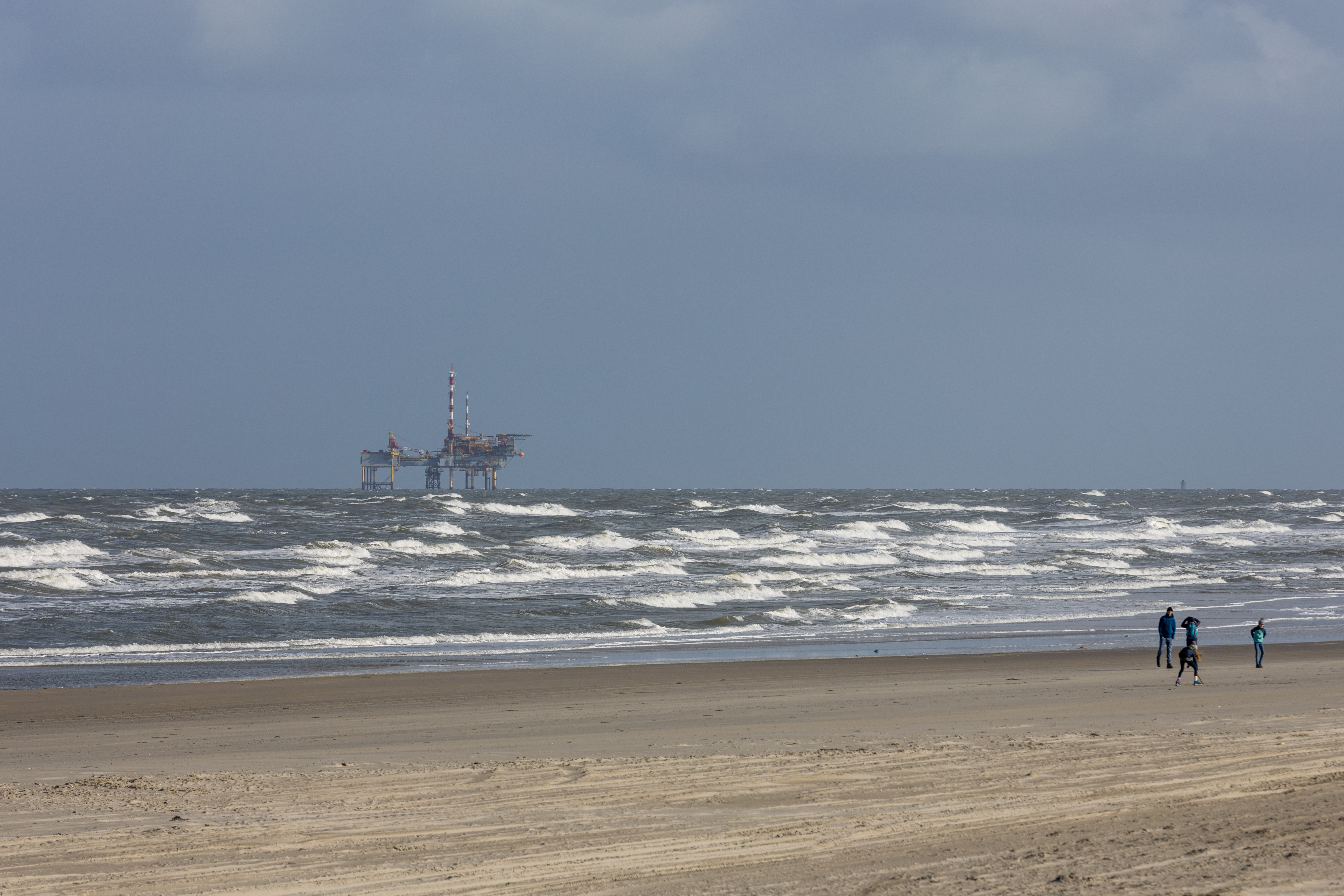
Blick vom Ameländer Strand zur AWG-1
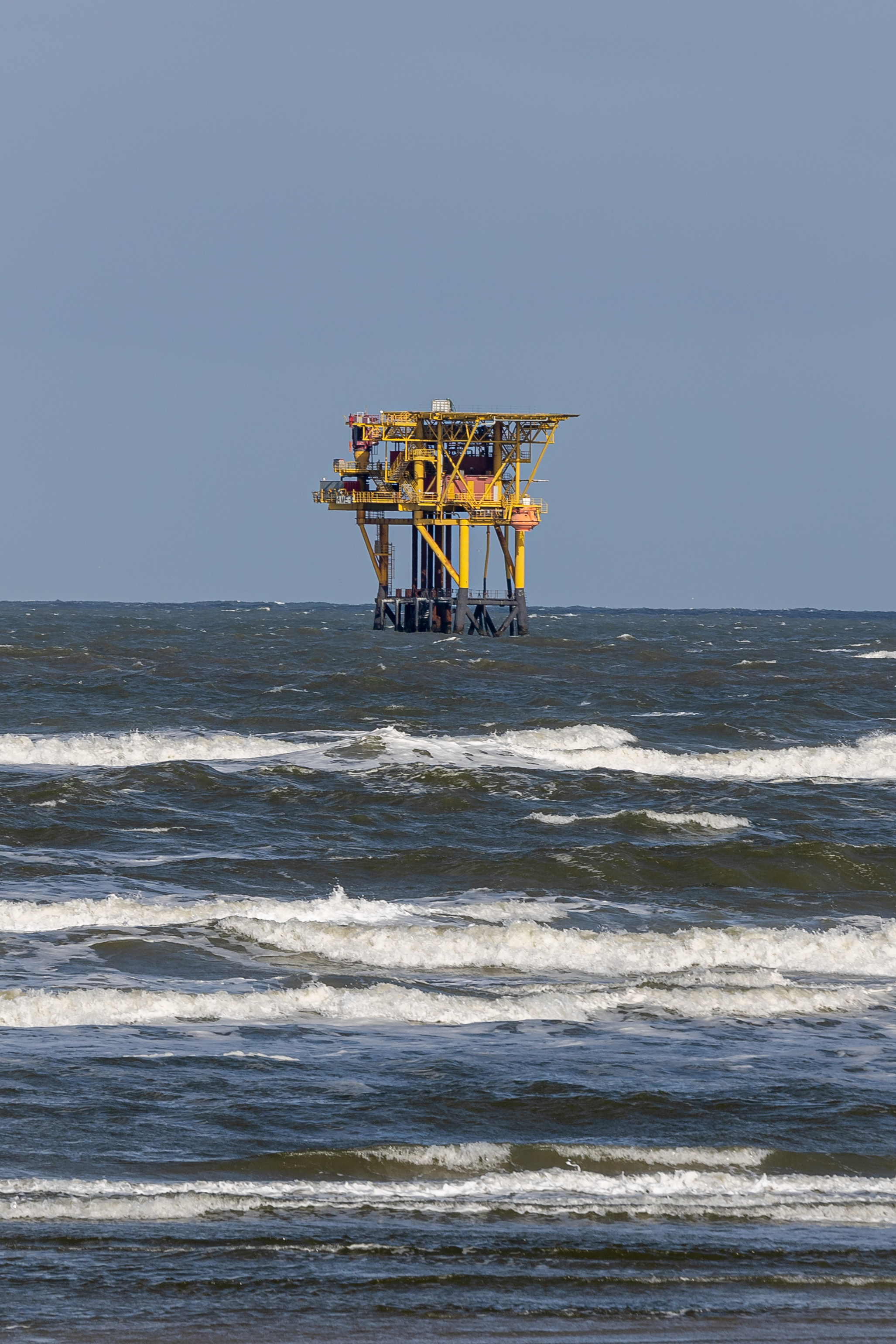
Kleinere Plattform Ameland-Ost 2 westlich der AWG-1